# Al-Qadir
Abū l-ʿAbbās Aḥmad al-Qādir bi-llāh (in arabo ﺍﺑﻮ ﺍﻟﻌﺒﺎﺱ ﺍﺣﻤﺪ القادر ﺑالله‎?; Baghdad, 28 settembre 947 – Baghdad, 29 novembre 1031) è stato il 25º Califfo abbaside e regnò dal 991 al 1031.
Figlio di al-Muttaqi e nipote di al-Muqtadir, fu preferito al califfo al-Ta'i', che era suo cugino, deposto dall'Emiro buwayhide Baha' al-Dawla.
Inizialmente bandito da Baghdad, fu poi richiamato e prescelto come califfo: incarico cui egli ambiva fortemente. Rimase califfo per 40 anni e fu nel corso del suo regno che si affermò Maḥmūd di Ghaznī, in grado di minacciare lo stesso Califfato. Fu per il lungo conflitto che ne derivò (proseguito anche dopo la morte di Maḥmūd) che la "tutela" dei persiani daylamiti Buwayhidi, indebolita dall'impegno bellico, cominciò vertiginosamente a declinare, fino al loro allontanamento dal potere da parte del nascente astro turco selgiuchide.
Al-Qādir è noto per aver condotto una lotta serrata della componente sunnita dell'Islam contro il credo sciita e, in particolare, contro l'Ismailismo cui si rifaceva il califfato rivale dei Fatimidi. Per far ciò il califfo agevolò fortemente il madhhab hanbalita e autorizzò una serie di feste religiose sunnite da contrapporre a quelle sciite. Per controbattere sul piano ideologico la propaganda fatimide, fece diffondere nel novembre del 1011 (Rabīʿ al-thānī 402) all'interno del suo impero una dichiarazione di fede sunnita (il cosiddetto "Manifesto di Baghdad") più noto come Qādiriyya, che in qualche misura spianarono psicologicamente la strada alla redazione di due opere teologiche, entrambe intitolate al-Aḥkām al-sulṭāniyya (I fondamenti del potere), la prima delle quali, decisamente più famosa, fu scritta dallo sciafeita al-Māwardī e la seconda dal hanbalita Abū Yaʿlā b. al-Farrāʾ.
Ad al-Qādir, quando morì, gli succedette il figlio al-Qāʾim.